# Ladislav Libý
Ladislav Libý (* 17. října 1953 Chrudim) je český politik ODS, v letech 2006–2010 poslanec Parlamentu ČR za Pardubický kraj.

## Vzdělání, profese a rodina
Vystudoval VŠE v Praze. Do roku 1990 pracoval jako úředník v Transportě Chrudim, od roku 1993 jako bankovní úředník v Komerční bance. V letech 1994–1998 zastával manažerskou funkci v Investiční a poštovní bance coby ředitel její pobočky v Chrudimi. V devadesátých letech zasedal v dozorčích radách firem TRAMO, a.s. a VCES PREMING a.s.
S manželkou Věrou vychoval syna Ondřeje a dceru Kateřinu.

## Politická kariéra
V roce 1991 vstoupil do ODS. V komunálních volbách roku 1994, komunálních volbách roku 1998, komunálních volbách roku 2002 a komunálních volbách roku 2006 byl zvolen do zastupitelstva města Chrudim za ODS. Profesně se uvádí roku 1998 jako ředitel IPB Chrudim, roku 2002 a 2006 coby starosta. Ve volebních období 1998 - 2006 působil jako starosta města Chrudim.
Je místopředsedou Regionálního sdružení ODS v Pardubickém kraji a členem Výkonné rady ODS za tento kraj. V krajských volbách roku 2000 byl zvolen do Zastupitelstva Pardubického kraje za ODS. Mandát krajského zastupitele obhájil v krajských volbách roku 2004.
Ve volbách v roce 2006 byl zvolen do poslanecké sněmovny za ODS (volební obvod Pardubický kraj). Působil ve sněmovním rozpočtovém výboru a ve výboru pro životní prostředí. Ve sněmovně setrval do voleb v roce 2010. Ve volbách roku 2010 svůj mandát kvůli tzv. kroužkování neobhájil. Na své překvapivé nezvolení reagoval s tím, že „je to jasný signál, že lidé chtějí změny v politice. Tato atmosféra ve společnosti pak spláchla i velkou část těch, co se na té politice do této chvíle podíleli.“